# Die Pastorin
Die Pastorin ist ein deutsches Drama des Regisseurs Josh Broecker aus dem Jahr 2013. Es zeigt den Zwiespalt auf, in dem eine geschiedene Pfarrerin lebt, die selbst seelische Not leidet und zur gleichen Zeit anderen beistehen soll. In der Verfilmung verkörpert Christine Neubauer die Franziska Kemper, eine moderne Pastorin einer Lübecker Gemeinde.

## Handlung
Eine Motorrad fahrende Pastorin in einer eher konservativ geprägten Gemeinde Lübecks erregt Aufsehen, und insbesondere ältere Gemeindemitglieder sind zunächst über den Auftritt der jungen Pfarrerin Franziska Kemper irritiert, wenn sie in ihren Motorradstiefeln ankommt. Doch damit hatte Franziska schon gerechnet, als sie ihre Arbeit als Pastorin der Gemeinde annahm. Trotzdem hatte sie sich entschlossen, aus Bayern in den Norden Deutschlands zu ziehen, um mit ihren beiden Kindern näher an ihrem Ex-Mann Christoph zu sein, der dort lebt und den sie nicht gänzlich vergessen kann. Denn vor allem für sie als Geistliche sind „ewige Treue“ und Nächstenliebe hohe Werte.
In Christophs Leben geht es jedoch momentan ziemlich turbulent zu: Die Tochter seiner neuen Freundin Andrea ist gerade schwanger geworden, wird aber vermutlich das Kind nicht austragen können, da Andreas Mutter dringend auf eine Organspende angewiesen ist. Da Andreas Tochter als geeignete Organspenderin in Betracht kommt, wird nun seelischer Beistand in Christophs neuer Beziehung gebraucht.
Da liegt es nahe, die Pastorin um diesen Beistand zu bitten. Zunächst etwas widerwillig folgt Franziska ihrer geistlichen Berufung.

## Erscheinungstermin
Die Pastorin wurde am 10. April 2013 erstmals im ORF 2 ausgestrahlt. Die Erstsendung im deutschen Fernsehen erfolgte am 14. April 2013 im ZDF.

## Produktionsnotizen
Susanne Bergmann produzierte das Drama für die Ziegler Film GmbH & Co. KG im Auftrag des ZDF. Die Dreharbeiten begannen am 25. September 2012 und endeten am 26. Oktober desselben Jahres. Gedreht wurde in Lübeck und Berlin.

## Kritiken
TV Spielfilm urteilt: „Stellenweise tabubrechend ernst, durch den krampfhaft punktgenauen Einsatz gefühlsverstärkender Popballaden und romantischer Verklärungen aber vergeigt“. Das Fazit der Programmzeitschrift lautet: „Wenn echte Seelsorge doch so einfach wäre“.
Rainer Tittelbach ist der Ansicht, dass die Produktion trotz der überzeugenden Besetzung und der „temporeichen Inszenierung“, „dramaturgische Schwächen [zeigt]“. Das Schlusswort des Filmkritikers lautet: „Bei Die Pastorin ist mehr drin…“.